# Comuna Vîvodove, Tomakivka
Vîvodove (în ucraineană Виводове) este o comună în raionul Tomakivka, regiunea Dnipropetrovsk, Ucraina, formată din satele Dolînske, Hluhe, Jmerîne, Novîi Mîr, Novopavlivka, Striukivka și Vîvodove (reședința).

## Demografie
Componența lingvistică a satului Vîvodove
     Ucraineană (91,46%)
     Rusă (8,19%)
     Alte limbi (0,17%)
Conform recensământului din 2001, majoritatea populației satului Vîvodove era vorbitoare de ucraineană (91,46%), existând în minoritate și vorbitori de rusă (8,19%).